# Битка
Битката е военен сблъсък между въоръжени сили на 2 или повече страни по време на военни действия. Названието на дадена битка обикновено произлиза от мястото, където се състои (например Битка при Сталинград).

## Значение

### До 19 век
Битка означава решаващо стълкновение на главните сили на воюващите страни, разгръщащо се в ограничено пространство и имащо характер на масова, кръвопролитна и относително бързо развиваща се схватка, с цел разгром противника (например Куликовска битка).

### От 20 век
Битката представлява редица едновременни и последователни настъпателни и отбранителни операции на крупни войскови групировки на най-важните направления или театри на военните действия (например Битка при Курск) с цел постигане на стратегически резултати във войната (военната кампания).

## Известни битки
- Битка при Ватерлоо
- Битката при Сталинград
- Битка при Ахелой
- Шипченска битка
- Битка при Плевен
- Бородинска битка
- Битка при Мохач
- Битка при Хейстингс
- Битка при Кадеш
- Битка при Mаратон
- Битка при Саламин
- Битка при Термопилите
- Битка при Гавгамела
- Битка при Армагедон (Библия)

## Живопис
- Жак Луи Давид. Леонид при Термопилите, 1814, Лувър
- Язон Брайгел-старши. Битката при Гавгамела (1780)
- Уилям Седлър. Битката при Ватерло
- Битката при Гетисбърг (1863)
- Неизвестен художник. Битката при Лепанто (1571)
- Битката при Гибралтар